# Aphaenogaster tennesseensis
Aphaenogaster tennesseensis é uma espécie de inseto do gênero Aphaenogaster, pertencente à família Formicidae.